# Hathayoga
Hathayoga (även skrivet hatha yoga) är en form av yoga. Här fokuserar man främst på att genom olika övningar nå full kontroll över kroppen.
Man siktar i hathayoga på skapa balans i kroppens "energisystem" för att uppnå fysisk och psykisk hälsa och utveckling.  Metoderna som används är reningsprocesser (shatkarma), kroppsställningar (asana), andningskontroll (pranayama), koncentrationsövningar och meditation.
Stavelsen ha betyder solen och tha månen. Ordet yoga betyder förening, och hathayoga är alltså en förening mellan solens (Shiva, maskulin) och månens (Shakti, feminin) principer. Ordet hathayoga användes först i Hathayoga pradipika, en skrift om yoga från 1400-talet.

## Reningstekniker
För att rena kroppen använder sig Hatha Yoga av sex reningsprocesser:
1. Neti, renar näsa och bihålor. Kan göras på flera sätt, det vanligaste är att skölja näsan med hjälp av en näskanna.
2. Dhauti görs för att rena matsmältningskanalen, ögon, öron, tänder, tunga och hårbotten.
3. Nauli, innebär att man roterar bukmusklerna. Görs i förhoppningen att rena och stärka tarmarna och underlivet.
4. Basti, skall rena och stärka tjocktarmen.
5. Kapalabhati, en andningsteknik som skall vitalisera och rena lungorna samt främre delen av hjärnan.
6. Traktak, koncentrationsövning som skall stärka ögonen och öka koncentrationsförmågan.[2]